# Marvin Grumann
Marvin Grumann (* 23. Juni 1993 in Borken) ist ein deutscher Fußballspieler.

## Karriere
Marvin Grumann wuchs in Schermbeck auf und spielte zehn Jahre beim SV Schermbeck, bevor er sich 2007 der U15 des FC Schalke 04 anschloss. Dort durchlief er die weiteren Jugendjahrgänge bis zur A-Jugend (U-19). In seinem ersten U-19-Jahr kam er allerdings nur viermal in der Juniorenbundesliga West zum Einsatz.
Vom Wechsel innerhalb der Liga zum Aufsteiger Rot-Weiß Oberhausen erhoffte er sich 2011 mehr Spielpraxis. In der A-Jugend (U-19) von RWO wurde er Stammspieler und Mannschaftskapitän. Außerdem nahm er als 18-Jähriger bereits am Training der ersten Mannschaft teil. Am 7. Spieltag der Saison 2011/12 kam er unter Trainer Theo Schneider in der Schlussphase der Drittliga-Partie gegen den Chemnitzer FC (0:1) erstmals zum Einsatz. Es folgte ein weiterer, 45-minütiger Einsatz im Auswärtsspiel bei Arminia Bielefeld (0:3). Die übrigen Spiele bestritt er in der A-Jugend-Bundesliga, in der er in 24 Einsätzen drei Treffer und insgesamt 12 Torvorlagen vorzuweisen hat.
Zur Saison 2012/13 wurde Grumann offiziell in den Kader der Profis aufgenommen. Dort kam er jedoch nur zu sechs Regionalligaspielen, überwiegend wurde er in der RWO-Reserve eingesetzt. Ab Sommer 2014 stand er beim Regionalliga-Aufsteiger FC Kray unter Vertrag, mit dem er 2016 wieder in die Oberliga Niederrhein abstieg. Daraufhin wechselte er zur ebenfalls in die Oberliga abgestiegenen SSVg Velbert. Zur Spielzeit 2017/18 verstärkte Grumann den Bezirksligisten SG Welper.